# Habitation Bréda du Haut-du-Cap
L'habitation Bréda du Haut-du-Cap est une ancienne plantation coloniale française du XVIIIe siècle, située dans le quartier du Haut-du-Cap de Cap-Français (actuel Cap-Haïtien), à Saint-Domingue (aujourd'hui Haïti). Les esclaves y produisaient du sucre à partir de la canne à sucre. Toussaint Louverture est né et a vécu dans cette habitation, qui n'existe plus.

## Histoire

### Propriété familiale
L'existence de l'habitation Bréda du Haut-du-Cap est attestée pour la première fois en 1703, à l'occasion de l'achat d'une réserve de « bois debout » par son propriétaire Pantaléon Ier de Bréda. C'est une plantation de canne à sucre, dont Pantaléon de Bréda, par cet achat de combustible pour ses chaudières, escompte l'expansion. Dès 1706, il affiche une certaine aisance matérielle. En 1728, son petit-fils Louis-Pantaléon de Noé naît, très probablement sur l'habitation. Toussaint, futur Toussaint Louverture, naît vers 1743, esclave à l'habitation Bréda du Haut-du-Cap,. Ses parents, Hippolyte et Pauline, y meurent en 1774,.

En 1752, au décès d'Élisabeth Bodin de Bréda, veuve de Pantaléon Ier de Bréda, l'héritage est partagé entre leurs enfants. Leur fils Pantaléon II de Bréda hérite de l'habitation Bréda du Haut-du-Cap.

Les habitations des Bréda et de leurs alliés vers 1750.

En 1772, Pantaléon II de Bréda confie la gestion des deux habitations Bréda, deux plantations sucrières, situées l'une au Haut-du-Cap au Cap-Français et l'autre à Plaine-du-Nord, à Antoine-François Bayon de Libertat. L'année suivante, alors que Pantaléon II de Bréda a destitué Bayon de Libertat et a donné la gestion de l'habitation à Détribal, une épizootie tue de nombreux mulets. Détribal accuse les esclaves de les avoir empoisonnés, sème la terreur dans l'habitation, et vingt-cinq esclaves sont poussés au marronnage. Louis-Pantaléon de Noé suggère à son oncle Pantaléon II de Bréda de remplacer Détribal par son prédécesseur, Bayon de Libertat.
Au décès de Pantaléon II de Bréda en 1786, son héritage qui comprend les deux habitations Bréda, est partagé entre ses neveux et nièces en métropole : Louis-Pantaléon de Noé et sa sœur Marie-Anne de Noé de Polastron, et leurs cousins Louis-Bénigne-Pantaléon du Trousset et sa sœur Julie du Trousset d'Héricourt de Butler.
En 1790, les copropriétaires cherchent à vendre Bréda du Haut-du-Cap.

### Plantation sucrière esclavagiste

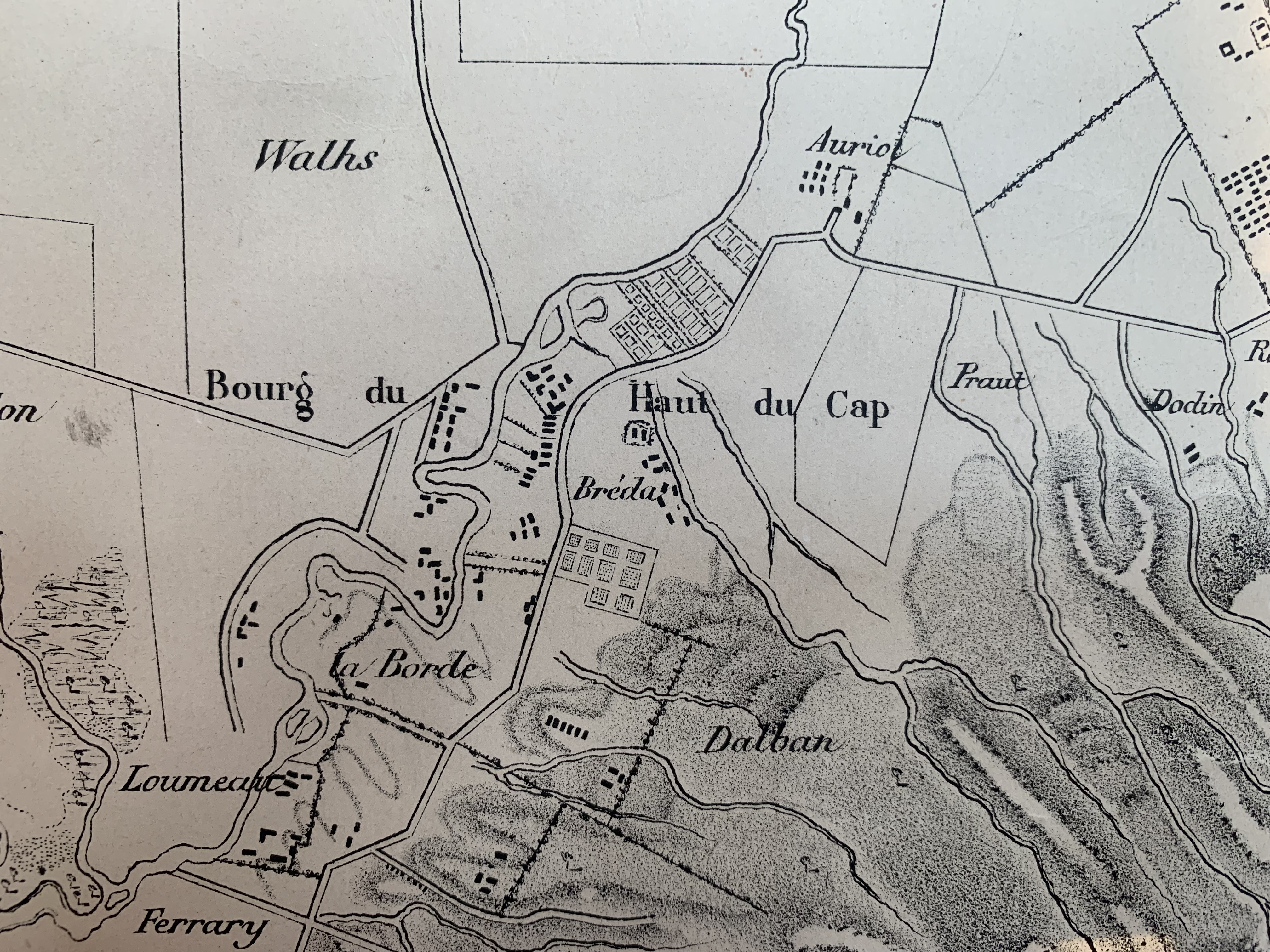
Carte de Breda du Haut-du-Cap, dans la plaine de Cap-Français, en 1786.

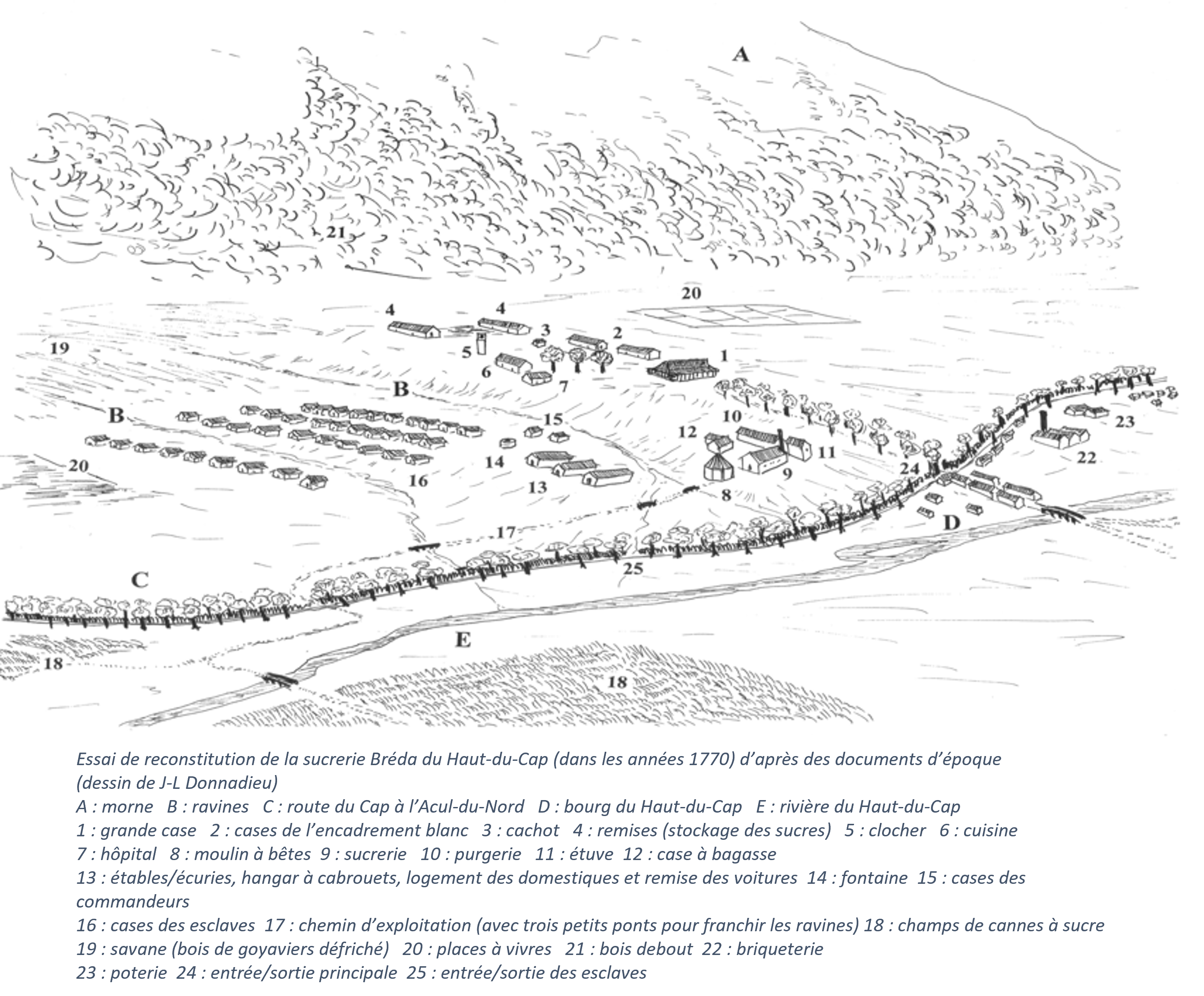
L'habitation Bréda du Haut-du-Cap vers 1770, reconstitution de Jean-Louis Donnadieu.

À la fin des années 1780, la plantation Bréda du Haut-du-Cap compte environ 150 esclaves, 74 mulets en 1784 et 45 en 1790, et une cinquantaine de bêtes à cornes, soit moins qu'à l'habitation Bréda de Plaine-du-Nord. Les deux plantations sont peuplées de plus de 360 esclaves au total, aux trois quarts des adultes nés en Afrique. Ces habitations sont gérées, comme Les Manquets à Acul-du-Nord appartenant à Louis-Pantaléon de Noé, par Bayon de Libertat, dont l'homme de confiance est Toussaint Bréda, futur Louverture. 
L'habitation du Haut-du-Cap rapporte moins que celle de Plaine-du-Nord. En 1789, les copropriétaires destituent Bayon de Libertat, parce qu'il semble privilégier l'administration de sa propre sucrerie située au Limbé. L'habitation Bréda du Haut-du-Cap est en effet en déficit structurel : sous l'administration de Bayon de Libertat, elle produit 30% de moins qu'avant, malgré l’augmentation du nombre d'esclaves. Jean-Pantaléon de Butler est sur place depuis le printemps 1788. Il écrit le 7 octobre 1788 à son cousin Polastron, lui aussi copropriétaire : « Quant au Haut-du-Cap, cela est encore pis. Cette habitation qui doit faire 120 000 de sucre au moins, n’en a fait que 60 000 et n’a produit que 36 000 livres de recette, vous pouvez le voir par les comptes qui vous sont envoyés en faisant le dépouillement séparé du produit de chaque habitation, il est prouvé qu’avec la gestion actuelle, le Haut-du-Cap nous coûte plus qu’il ne rapporte, et c’est ce pourquoi M. Bayon craint de vous éclairer puisqu’il englobe dans une même masse les dépenses des deux biens afin qu’on ne voie pas à combien chaque dépense se monte séparément comme cela devrait être expliqué dans ses comptes. »

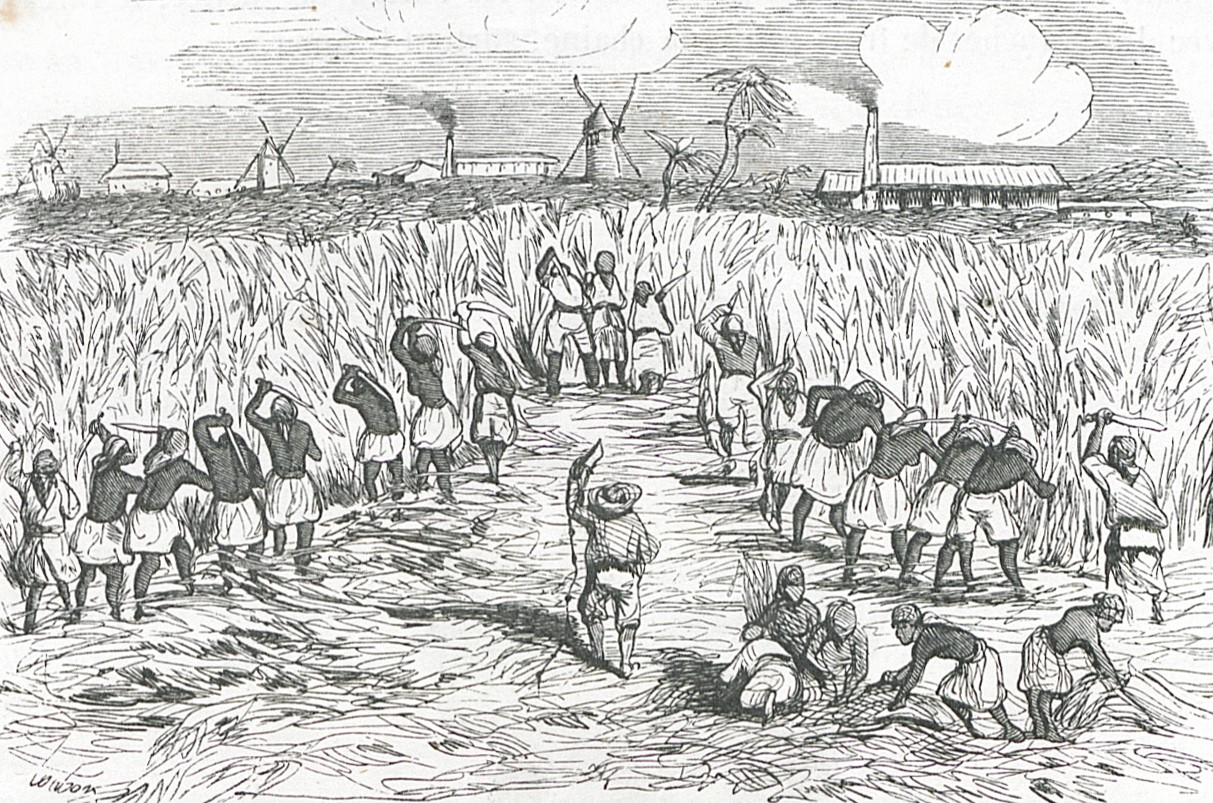
Esclaves coupant la canne dans une habitation sucrière.

Les esclaves des habitations Bréda sont misérables et mal vêtus, comme dans les autres plantations. Pour certains, les mauvais traitements sont pires qu'ailleurs : l’espérance de vie sur la plantation Bréda du Haut-du-Cap n’est que de 37 ans et la proportion de Bossales (esclaves importés d'Afrique) est des deux tiers, la plus haute de la région, à cause des nombreux décès, qui semblent se multiplier après 1789. La situation sanitaire est globalement mauvaise. Si les domestiques de la « grande case » (maison des maîtres), comme Toussaint, sont mieux traités, les esclaves des champs sont soumis à des travaux exténuants. Chacune des habitations Bréda dispose d'un hôpital, très mal tenu au Haut-du-Cap.
Aux habitations Bréda, le petit marronnage est endémique, et l'esprit de résistance semble répandu chez les esclaves.
En 1785, Toussaint Bréda, futur Louverture, alors affranchi depuis une dizaine d'années, vit toujours sur l'habitation avec une partie de sa famille.

### Révolution haïtienne

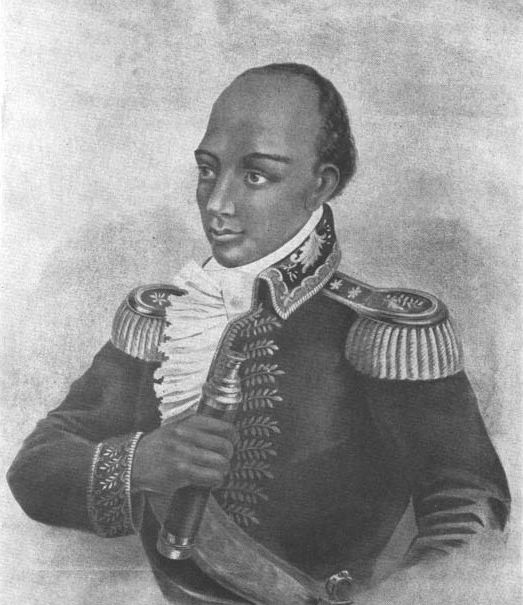
Toussaint Louverture, esclave affranchi devenu chef des insurgés puis gouverneur de Saint-Domingue, est né et à vécu la majeure partie de sa vie sur l'habitation.

À une douzaine de kilomètres de l'habitation Bréda, éclate en août 1791 une révolte d'esclaves qui marque le début de la Révolution haïtienne. Celle-ci a pu commencer dans une autre plantation de Louis-Pantaléon de Noé, aux Manquets. En 1792-1793, des militaires français stationnent à Bréda du Haut-du-Cap. Les commissaires de la République Sonthonax et Polverel s'y installent pour défendre la ville du Cap-Français face aux insurgés royalistes. Ils promettent la liberté aux esclaves qui les rejoindraient. Ces derniers se rassemblent sur l'habitation Bréda avant d'attaquer le Cap-Français. Grâce à leur mobilisation, l'esclavage est aboli dans la partie nord de la colonie en 1793 par Sonthonax, puis par la Convention montagnarde à Paris le 4 février 1794.
En 1802, l'habitation Bréda du Haut-du-Cap est en état d'abandon : les plantations y sont détruites et les bâtiments très abîmés. En 1804, après l'indépendance d'Haïti, Bréda du Haut-du-Cap est affermée à Jean-Louis Duroc.
Dans le cadre de l'indemnisation des propriétaires d'esclaves par la république d'Haïti, exigée en 1825 par la France en échange de sa reconnaissance de l'indépendance de la jeune république, les quatre enfants de la famille de Noé survivants, Louis-Pantaléon-Jude-Amédée de Noé et ses trois sœurs, reçoivent chacun 66 784,93 francs pour leur ancienne habitation des Manquets et 13 817,21 francs pour les deux habitations Bréda. La famille touche donc au total 322 408,36 francs d'indemnités,.

## Lieu de mémoire
L'habitation Bréda du Haut-du-Cap n'existe plus. Son ancien site est aujourd'hui urbanisé. Une statue monumentale dédiée à Toussaint Louverture y est érigée, et un lycée qui porte son nom, y est installé. Dans les années 1990, les quelques pans de murs restants de l'habitation sont arasés pour aplanir la cour du lycée,,.